# FA Premier League de 1993–94

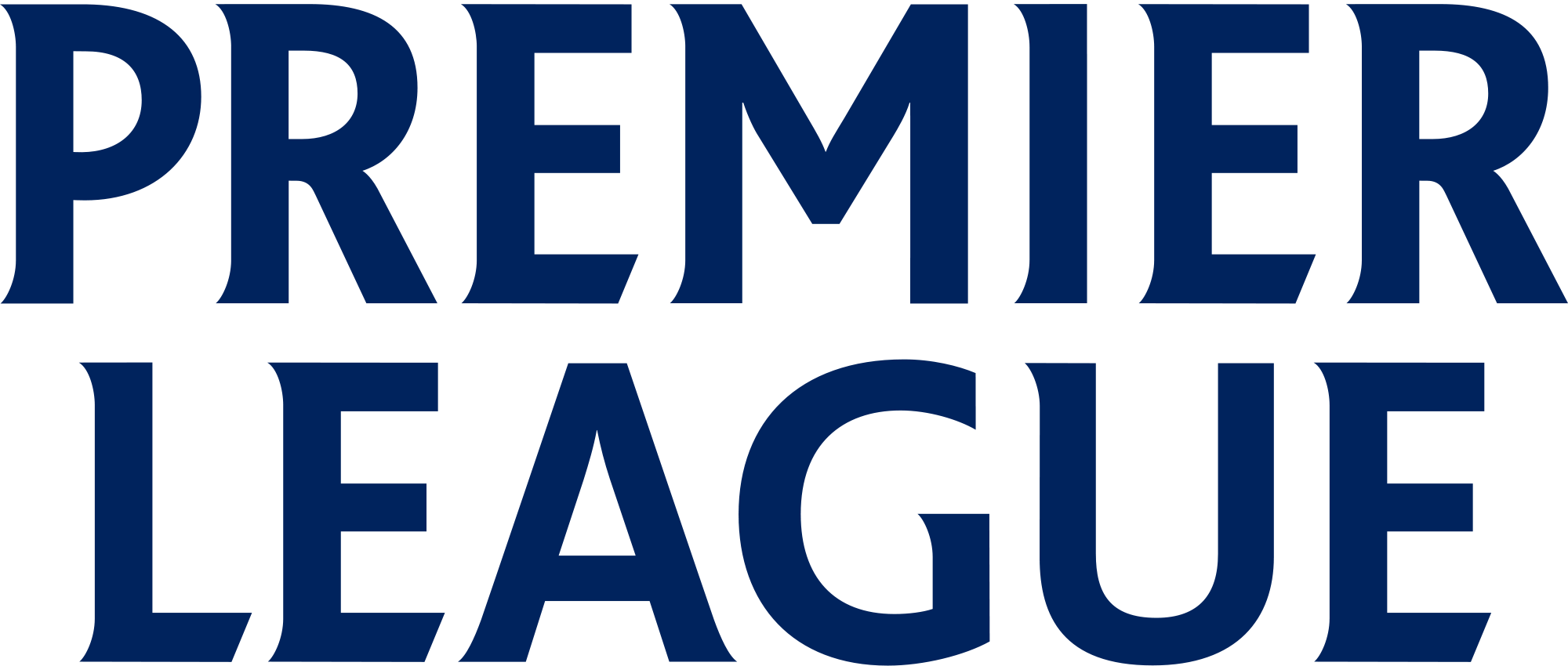
O campeonato.

A temporada 1992-93 da Premier League foi a edição inaugural da Premier League, a categoria de futebol mais alta da Inglaterra. A temporada começou em 15 de agosto de 1992 e terminou em 11 de maio de 1993. A liga era formada pelos 22 clubes que se separaram da English Football League no final da temporada de 1991-1992. A nova liga foi apoiada por um contrato de cinco anos e 305 milhões de libras com a Sky para televisionar partidas da Premier League. Em conceito, a Premier League era idêntica à antiga Primeira Divisão da Liga de Futebol, que foi reduzida a três divisões. O Manchester United foi o vencedor da competição, com dez pontos de vantagem sobre o Aston Villa, consagrando-se como o primeiro vencedor da Premier League. Éric Cantona marcou o primeiro hat-trick da história da Premier League, na vitória do United por 5–0 sobre o Tottenham Hotspur.<ref>Andrews, Phil (26 de agosto de 1992). «Football: Cantona hits hat-trick to crush Spurs». The Independent (em inglês). Consultado em 17 de junho de 2020
A temporada 1993-94 da Premier League foi a segunda edição da categoria de futebol mais alta da Inglaterra, desde o seu início em 1992. O torneio começou em 14 de agosto de 1993 e terminou em 8 de maio de 1994. No total, 22 equipes participaram, 19 das quais continuaram da temporada 1992/93 e três subiram da Football League First Division. O Manchester United foi o vencedor da competição com oito pontos de vantagem sobre o Blackburn Rovers, conquistando seu segundo título consecutivo. Swindon Town terminou na última colocação em sua primeira temporada na primeira divisão e foi rebaixado juntamente com o Sheffield United e o Oldham Athletic. O Manchester United também bateu seu próprio recorde de mais pontos em apenas uma temporada, recorde esse feito por eles mesmos na temporada anterior. Esse recorde foi superado pelo Arsenal na temporada 2003-04.

## Equipas Participantes

### Equipas, Treinadores, Capitães e Estádios
| Equipa              | Treinador        | Capitão          | Estádio         | Cidade              |
| ------------------- | ---------------- | ---------------- | --------------- | ------------------- |
| Manchester United   | Alex Ferguson    | Bryan Robson     | Old Trafford    | Manchester          |
| Aston Villa         | Ron Atkinson     | Kevin Richardson | Villa Park      | Birmingham          |
| Norwich City        | John Deehan      | Ian Butterworth  | Carrow Road     | Norwich             |
| Blackburn Rovers    | Kenny Dalglish   | Tim Sherwood     | Ewood Park      | Blackburn           |
| Queens Park Rangers | Gerry Francis    | David Bardsley   | Loftus Road     | Londres             |
| Liverpool           | Roy Evans        | Ian Rush         | Anfield         | Liverpool           |
| Sheffield Wednesday | Trevor Francis   | Chris Waddle     | Hillsborough    | Sheffield           |
| Tottenham Hotspur   | Osvaldo Ardiles  | Gary Mabbutt     | White Hart Lane | Londres             |
| Manchester City     | Brian Horton     | Keith Curle      | Maine Road      | Manchester          |
| Arsenal             | George Graham    | Tony Adams       | Highbury Park   | Londres             |
| Chelsea             | Glenn Hoddle     | Dennis Wise      | Stamford Bridge | Londres             |
| Wimbledon           | Joe Kinnear      | Vinnie Jones     | Selhurst Park   | Londres             |
| Everton             | Mike Walker      | Dave Watson      | Goodison Park   | Liverpool           |
| Sheffield United    | Dave Bassett     | Brian Gayle      | Bramall Lane    | Sheffield           |
| Coventry City       | Phil Neal        | Brian Borrows    | Highfield Road  | Coventry            |
| Ipswich Town        | John Lyall       | Steve Palmer     | Portman Road    | Ipswich             |
| Leeds United        | Howard Wilkinson | Gordon Strachan  | Elland Road     | Leeds               |
| Southampton         | Alan Ball        | Matt Le Tissier  | The Dell        | Southampton         |
| Oldham Athletic     | Joe Royle        | Mike Miligan     | Boundary Park   | Oldham              |
| Newcastle United    | Kevin Keegan     | Peter Beardsley  | St. James' Park | Newcastle upon Tyne |
| West Ham United     | Billy Bonds      | Steve Potts      | Boleyn Ground   | Londres             |
| Swindon Town        | John Gorman      | Shaun Taylor     | County Ground   | Swindon             |

## Classificação Final
| Pos | Equipa              | J  | V  | E  | D  | GM | GS  | Dif | Pts | Qualificação/Despromoção     |
| --- | ------------------- | -- | -- | -- | -- | -- | --- | --- | --- | ---------------------------- |
| 1   | Manchester United   | 42 | 27 | 11 | 4  | 80 | 38  | +42 | 92  | Liga dos Campeões da UEFA    |
| 2   | Blackburn Rovers    | 42 | 25 | 9  | 8  | 63 | 36  | +27 | 84  | Taça UEFA                    |
| 3   | Newcastle United    | 42 | 23 | 8  | 11 | 82 | 41  | +41 | 77  | Taça UEFA                    |
| 4   | Arsenal             | 42 | 18 | 17 | 7  | 53 | 28  | +25 | 71  | Taça dos Vencedores de Taças |
| 5   | Leeds United        | 42 | 18 | 16 | 8  | 65 | 39  | +26 | 70  |                              |
| 6   | Wimbledon           | 42 | 18 | 11 | 13 | 56 | 53  | +3  | 65  |                              |
| 7   | Sheffield Wednesday | 42 | 16 | 16 | 10 | 76 | 54  | +22 | 64  |                              |
| 8   | Liverpool           | 42 | 17 | 9  | 16 | 59 | 55  | +4  | 60  |                              |
| 9   | Queens Park Rangers | 42 | 16 | 12 | 14 | 62 | 61  | +1  | 60  |                              |
| 10  | Aston Villa         | 42 | 15 | 12 | 15 | 46 | 50  | -4  | 57  | Taça UEFA                    |
| 11  | Coventry City       | 42 | 14 | 14 | 14 | 43 | 45  | -2  | 56  |                              |
| 12  | Norwich City        | 42 | 12 | 17 | 13 | 65 | 61  | +4  | 53  |                              |
| 13  | West Ham United     | 42 | 13 | 13 | 16 | 47 | 58  | -11 | 52  |                              |
| 14  | Chelsea             | 42 | 13 | 12 | 17 | 49 | 53  | -4  | 51  | Taça dos Vencedores de Taças |
| 15  | Tottenham Hotspur   | 42 | 11 | 12 | 19 | 54 | 59  | -5  | 45  |                              |
| 16  | Manchester City     | 42 | 9  | 18 | 15 | 38 | 49  | -11 | 45  |                              |
| 17  | Everton             | 42 | 12 | 8  | 22 | 42 | 63  | -21 | 44  |                              |
| 18  | Southampton         | 42 | 12 | 7  | 23 | 49 | 66  | -17 | 43  |                              |
| 19  | Ipswich Town        | 42 | 9  | 16 | 17 | 35 | 58  | -23 | 43  |                              |
| 20  | Sheffield United    | 42 | 8  | 18 | 16 | 42 | 60  | -18 | 42  | First Division               |
| 21  | Oldham Athletic     | 42 | 9  | 13 | 20 | 42 | 68  | -26 | 40  | First Division               |
| 22  | Swindon Town        | 42 | 5  | 15 | 22 | 47 | 100 | -53 | 30  | First Division               |